# Abbazia di Glastonbury
L'abbazia di Glastonbury (in inglese Glastonbury Abbey) è un complesso monastico medievale, in rovina, situato nella cittadina inglese di Glastonbury (considerata la "culla della cristianità inglese"), nel Somerset (Inghilterra sud-occidentale). Fu fondato nel 712 dal re sassone Ine del Wessex, poi ricostruito dai Benedettini dopo un incendio (1184) tra il XIII e l'inizio del XV secolo.
Nel luogo sono sepolti vari re sassoni, si pensa ci siano anche i resti di re Artù e della moglie Ginevra, i quali sarebbero vissuti qui. Infatti, negli ultimi anni di vita, si dice che re Artù dormisse sotto i pinnacoli dell'abbazia assieme ai suoi cavalieri), in quella che è considerata la mitica Avalon. Si troverebbe sempre qui anche il cenobio dove sarebbero morti san Patrizio e santa Brigida.

Il luogo è inoltre legato al famoso "biancospino di Glastonbury", che fiorisce sia a maggio che a Natale e che - secondo la leggenda - sarebbe spuntato dal bastone di Giuseppe d'Arimatea (considerato - sempre secondo la leggenda - il fondatore dell'abbazia), giunto qui intorno al 60 d.C. per convertire i Britanni al cristianesimo.
L'abbazia, chiusa nel 1539 in seguito alla riforma protestante, ha rappresentato per anni un'importante meta di pellegrinaggio.

## Storia
Le testimonianze che fanno pensare a Glastonbury come a un sito di importanza religiosa nel periodo celtico o pre-celtico sono considerate dubbie dallo storico Ronald Hutton, e le ricerche archeologiche dell'Università di Reading hanno dimostrato l'occupazione romana e sassone del sito. Nel 1955 gli scavi di Ralegh Radford hanno riportato alla luce ceramiche romano-britanniche nella parte ovest dell'abbazia.
L'abbazia fu fondata da genti britanniche e risale almeno ai primi anni del VII secolo. Nell'Alto Medioevo la frequentazione del sito è confermata dal ritrovamento di frammenti in ceramica di vasi per vino che erano stati importati dal Mediterraneo.
Secondo la tradizione cristiana medievale l'abbazia era stata fondata da Giuseppe d'Arimatea nel I secolo. Tale racconto è strettamente connesso alla versione della storia del Santo Graal di Robert de Boron e al legame di Galstonbury con Re Artù, noti a partire dai primi anni del XII secolo.
Glastonbury cadde nelle mani dei Sassoni dopo la battaglia di Peonnum nel 658; i Sassoni, guidati da Cenwalh del Wessex, conquistarono il Somerset ad ovest fino al fiume River Parrett forse con l'intenzione di prendere il controllo dell'abbazia.
Cenwalh acconsentì all'abate britannico Bregored di rimanere nelle sue funzioni, forse per dimostrare la propria buona fede ai Britanni sconfitti. 
Dopo la morte di Bregored nel 669, divenne abate un anglosassone, Berhtwald, e i monaci inglesi rimasero per molti anni a capo dell'abbazia.

### Il periodo sassone
Re Ine del Wessex aumentò gli aiuti economici alla comunità di monaci che si era stabilita a Glastonbury ed è ritenuto essere l'iniziatore dei lavori di costruzione della chiesa nel 712, le cui fondamenta costituiscono la parte finale ad ovest della navata.
Durante il VII secolo nel sito fu avviata una vetreria; nel IX secolo l'abbazia di Glastonbury fu devastata dai Danesi.
La chiesa dell'abbazia fu ampliata nel X secolo da Dunstano di Canterbury, abate di Glastonbury e figura centrale della rinascita della vita monastica inglese, che introdusse la regola benedettina nell'abbazia; nel 960 Dunstano divenne vescovo di Canterbury.
Nel 1016 Edmondo II d'Inghilterra fu sconfitto da Canuto il Grande tuttavia con il trattato di pace mantenne il titolo di Re del Wessex; morì dopo pochi mesi e fu sepolto a Glastonbury.
Il canale medievale di Glastonbury fu costruito circa a metà del X secolo come collegamento dell'abbazia con il fiume Brue destinato a trasportare le pietre destinate alla costruzione dell'abbazia ma, in seguito, fu usato anche per il trasporto di prodotti come grano, vino e pesce provenienti dalle proprietà periferiche dell'abbazia. 
Molte pietre da costruzione provenivano dalle cave di Douting alle quali si accedeva attraverso il fiume Sheppey a Pilton.
Dall'XI secolo l'abbazia fu al centro di una vasta rete di trasporto su acqua con ulteriori canalizzazioni e costruzione di nuovi canali inclusa la deviazione del fiume Brue per l'accesso alla proprietà di Maere e un percorso più semplice per il Canale di Bristol.  Nel XIII secolo una barca a otto remi portava l'abate di Glastobury in visita alle vicine masserie.

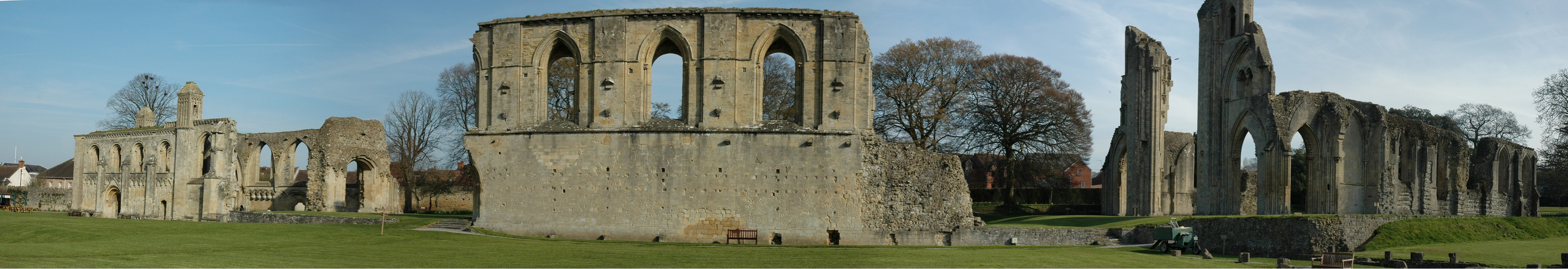
Le rovine dell'abbazia di Glastonbury

### Il periodo medievale

#### La conquista normanna
Dopo la conquista normanna nel 1066, il nuovo abate normanno, Turstin, aggiunse costruzioni alla chiesa nella zona a est della chiesa Sassone e lontano dall'antico cimitero, pertanto il luogo sacro venne spostato; questa situazione venne modificata dal successivo abate, Herlewin, che costruì una chiesa più grande.
Non tutti i nuovi abati Normanni erano adatti a guidare le comunità religiose. Nel 1077 Thurstin fu rimosso dall'incarico dopo che i suoi servitori armati uccisero i monaci vicino all'altare maggiore.
Nel 1086, quando fu commissionato il Domesday Book, l'abbazia di Glastonbury era la più ricca del Paese.
Nel 1125 l'abate Enrico di Blois commissionò una storia di Glastonbury ad un apprezzato storico Guglielmo di Malmesbury che fu ospite dei monaci. La sua opera On the Antiquity of the Glastonese Church fu redatta tra il 1129 e il 1139 come parte dell'iniziativa per dimostrare la supremazia dell'abbazia di Glaastonbury su quella di Westminster, quest'opera che pur essendo fonte di molte nostre conoscenze sulla storia antica, è molto al di sotto dello standard generalmente eccellente di Guglielmo di Malmesbury: è evidente la sua accettazione di documenti compilati dei monaci e di antiche infondate leggende;  anche gli elenchi degli abati non trovano riscontri con gli elenchi originali del X 
secolo successivamente ritrovati. 
Questi problemi e discrepanze tra On the Antiquity e le altre opere di Guglielmo di Malmesbury ha portato più tardi molti studiosi a ritenere che il testo originale di William fosse più prudente e i suoi resoconti su Fagan e Deruvian insieme a vari passaggi su Re Artù, siano stati successivamente modificati con lo scopo di sostenere la causa dei monaci.

#### La tomba di Re Artù
Nel 1184 un grande incendio a Glastonbury distrusse le costruzioni monastiche. La ricostruzione avvenne quasi immediatamente e la chiesa fu consacrata nel 1186.
Ci sono prove che nel XII secolo la navata rovinata fu restaurata sufficientemente da consentire lo svolgersi di funzioni religiose mentre la nuova grande chiesa era in costruzione. 

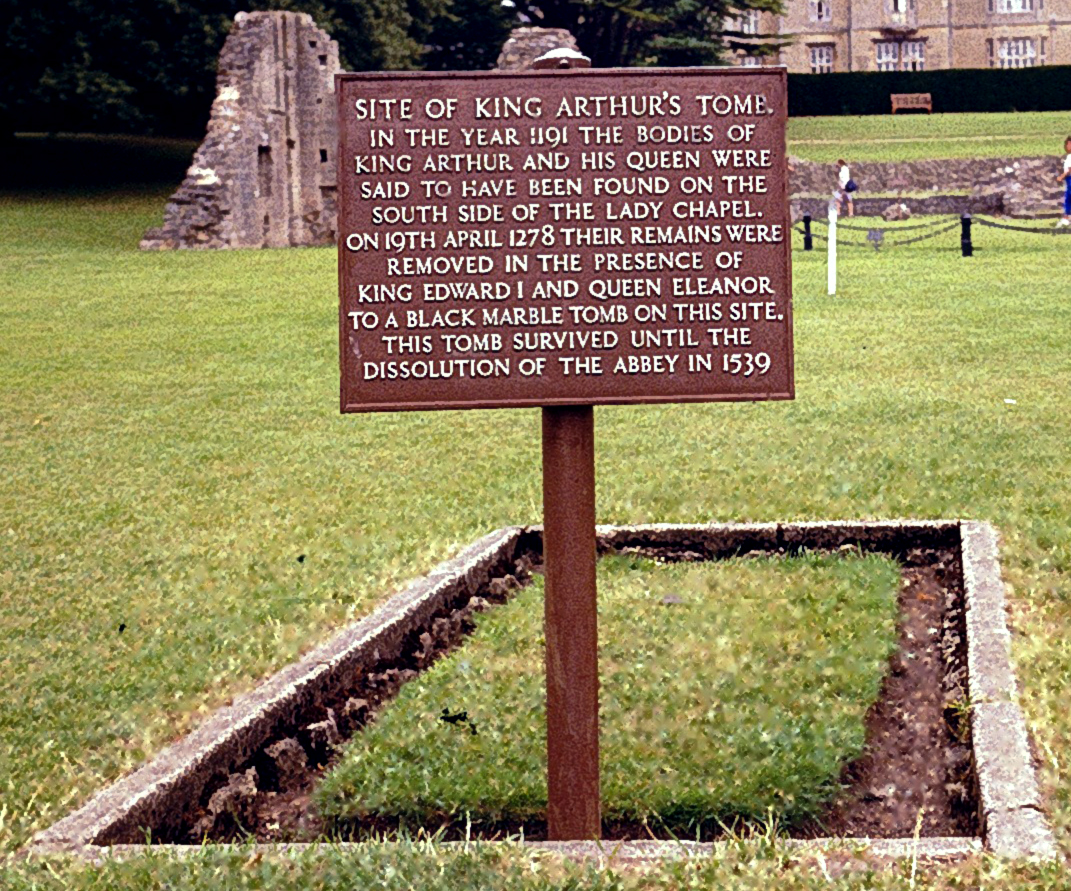
Luogo del presunto ritrovamento della tomba di Re Artù e della regina Ginevra

Le visite dei pellegrini all'abbazia erano diminuite notevolmente ma nel 1191 la presunta scoperta della tomba di re Artù e della regina Ginevra diedero un nuovo impulso ai pellegrinaggi all'abbazia di Glastonbury.
Giraldus Cambrensis, contemporaneo anche se non testimone oculare, ha fornito un resoconto nella sua opera De principis instructione (1193) poi ripreso in Speculum Ecclesiae (1216), secondo il quale l'abate Henry de Sully ordinò una ricerca scoprendo, ad una profondità di circa 5 metri, un enorme tronco di quercia scavato contenente due scheletri.
Sopra di esso, e sotto una pietra come affermato da Giraldus, c'era 
una pesante croce con un'iscrizione inequivocabile: " Hic jacet sepultus inclitus rex Arthurus in insula Avalonia" (Qui giace sepolto il famoso Re Artù nell'isola Avalonia).
Gli storici oggi generalmente smentiscono l'autenticità del reperto, attribuendola ad una trovata per raccogliere fondi per la ricostruzione dell'abbazia devastata dall'incendio del 1184. Guglielmo di Malmesbury nella Storia dei re inglesi ha dichiarato che "la tomba di Artùr non è stata mai vista in alcun luogo, e da qui le antiche favole che sostengono ch'egli ritornerà".

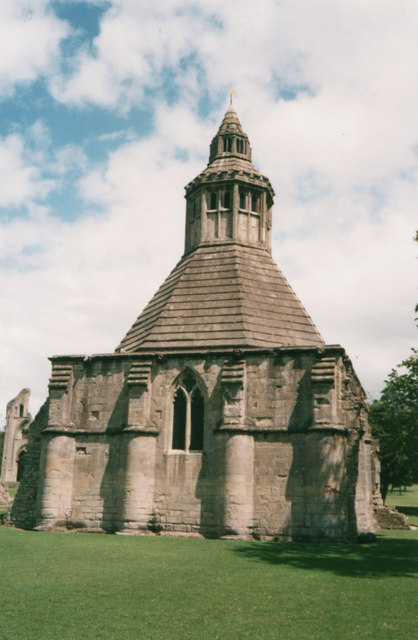
La cucina dell'Abate, Glastonbury Abbey.

#### XIV e XV secolo
Nel XIV secolo solo l'abbazia di Westminster era più ricca e famosa di Glastonbury. L'abate di Gastonbury viveva in una condizione molto agiata e ciò viene confermato dalle rovine della cucina dell'abate con quattro enormi camini posti ai quattro angoli.
Si tratta di una delle cucine medievali meglio conservate in Europa, e l'unico edificio monastico sostanzialmente sopravvissuto a Glastonbury. 
Gli scavi archeologici hanno portato alla luce un appartamento speciale eretto oltre la parte sud della casa dell'abate e che era utilizzato per le visite di Enrico VII che, negli anni del suo regno, visitava l'abate così come visitava qualsiasi altra ricca personalità del territorio.
Le condizioni di vita nel corso della Guerra delle due rose divennero così precarie che fu costruito un muro intorno alle recinzioni dell'Abbazia.
The George Hotel and Pilgrims' Inn fu costruito alla fine del XV secolo per ospitare i visitatori dell'Abbazia. Gli è stato attribuito il Grade I nella lista dei monumenti classificati.
L'abbazia aveva anche possedimenti fuori dalla città, per la maggior parte nella contea di Somerset ma anche nelle contee confinanti. Molti fienili furono costruiti per contenere le colture che spettavano all'Abbazia incluse quelle di Doulting e Pilton.

#### Dissoluzione dei monasteri
In Inghilterra nel 1531, all'inizio della dissoluzione dei monasteri, c'erano più di 850 monasteri e comunità religiose. A partire dal 1541 non ce n'era nessuno. Più di 15.000 monaci e religiose furono dispersi e le costruzioni religiose sequestrate dalla Corona per essere venduti o affittati a laici.
L'Abbazia di Glastonbury Abbey era considerata proprietaria di notevoli quantità di argento e oro e anche di terre a essa collegate. Nel settembre 1539 Richard Layton, Richard Pollard e Thomas Moyle arrivarono all'abbazia senza preavviso per ordine di Thomas Cromwell. L'abbazia fu spogliata dei suoi oggetti di valore e il 15 novembre 1539 l'abate Richard Whiting, che oppose resistenza, fu impiccato e squartato come un traditore sulla Glastonbury Tor.

#### Declino
Dopo la dissoluzione dei monasteri, due dei manieri dell'abbazia nello Wiltshire furono venduti dalla Corona a John Thynne e da lui trasmessi ai suoi discendenti che più tardi divennero Marchesi di Bath.  I Thynnes hanno conservato molti documenti dell'abbazia fino ai nostri giorni.
Le rovine dell'abbazia furono spogliate del piombo e delle pietre squadrate per essere utilizzate nella costruzione di altri edifici. Il sito è stato concesso da Edward VI a Edward Seymour, primo duca di Somerset che fece insediare nel sito una colonia di tessitori protestanti olandesi.
Quando Seymour subì un attentato nel 1551, il sito dell'abbazia tornò alla Corona, ma i tessitori rimasero fino a quando non furono rimossi durante il regno della regina Maria.
Nel 1559 Elisabetta I d'Inghilterra concesse il sito a Peter Carew e l'abbazia rimase di proprietà privata fino all'inizio del XX secolo.
Altre pietre furono rimosse nel XVII secolo pertanto a partire dal XVIII secolo l'Abbazia fu descritta come "rovina".
L'unico edificio che restò intatto fu la Cucina dell'Abate, che venne usata come sala riunione dei quaccheri.
All'inizio del XIX secolo fu utilizzata la polvere da sparo per rimuovere ancora pietre e il sito diventò una cava. The Ancient Monuments Protection Act 1882 ha fermato ulteriori danni al sito e ha portato alle prime indagini storiche e archeologiche.

## Galleria d'immagini

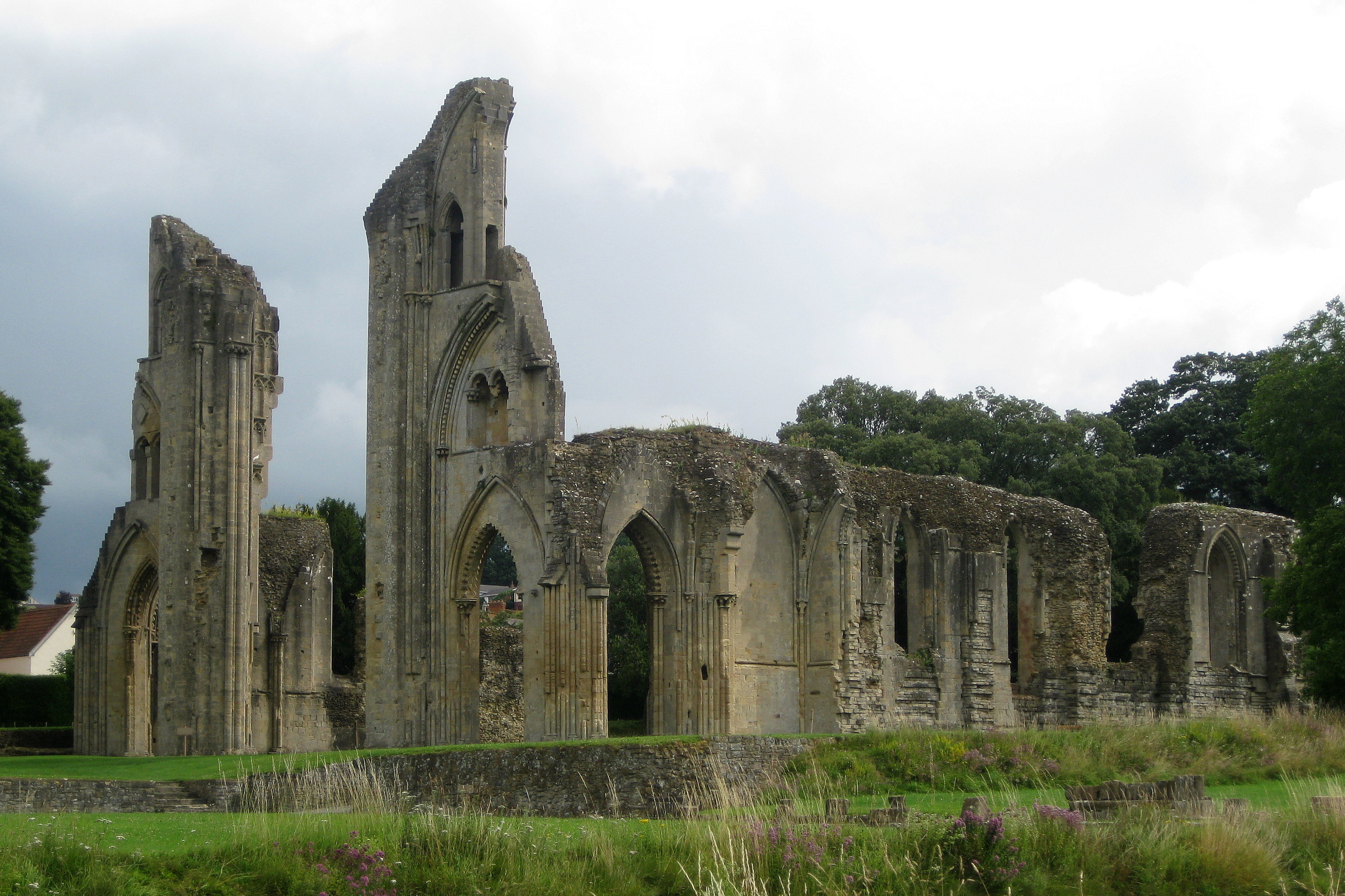
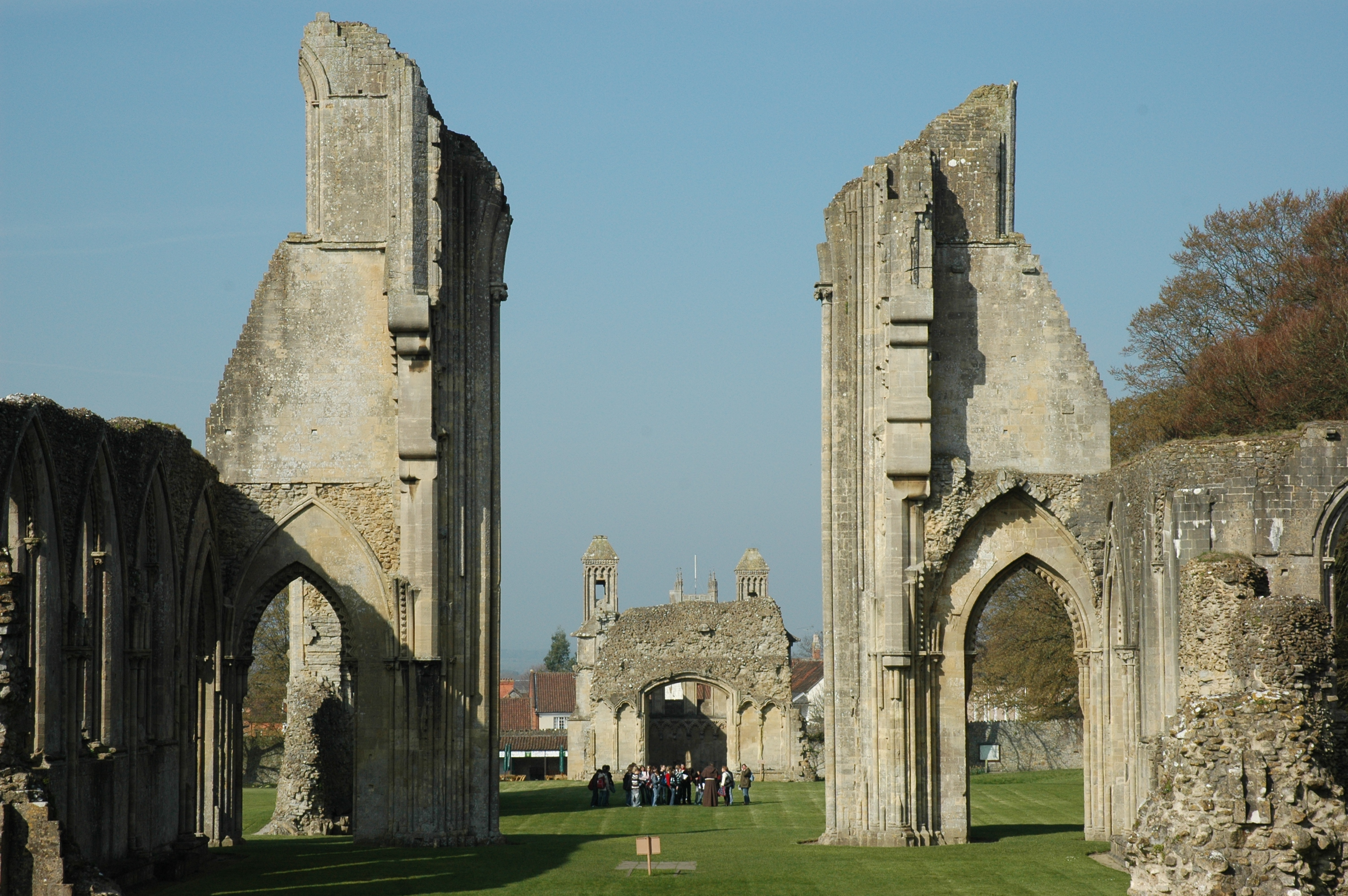
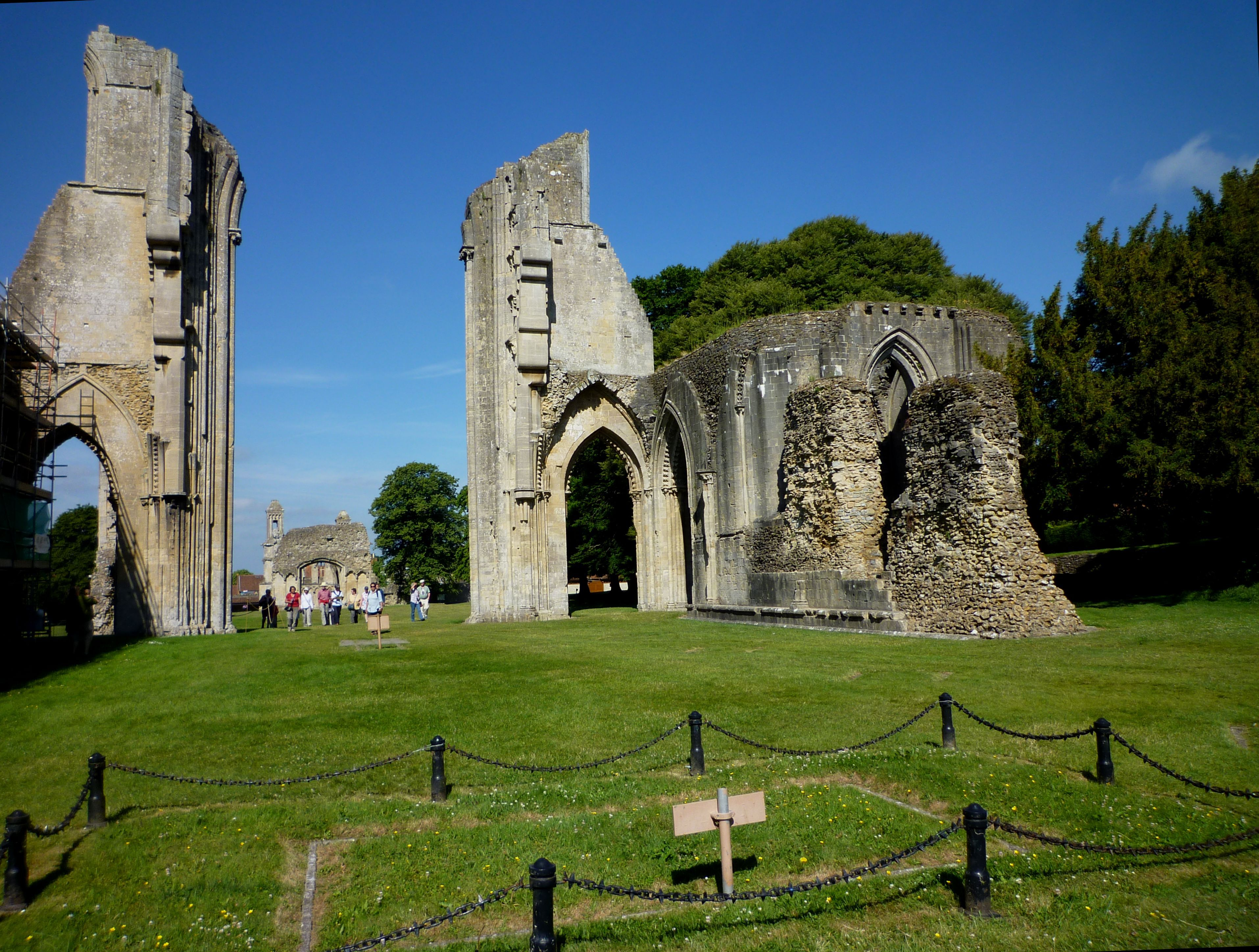
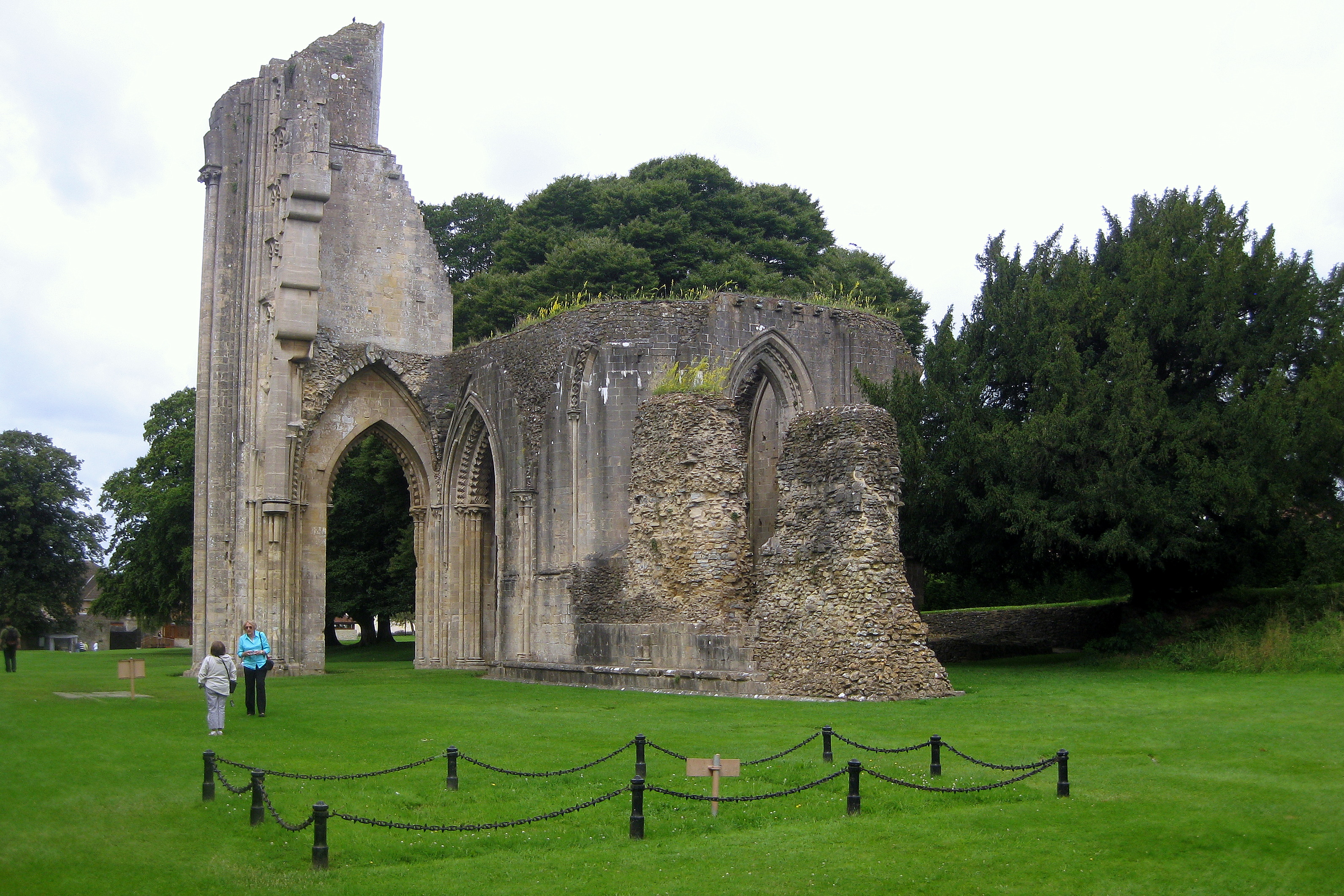